# Hermopolska ogdoada
Ogdoada (egipčansko ḫmnyw, množina števnika ḫmnw, slovensko osem, starogrško starogrško ὀγδοάς  ogdoás, slovensko osemkraten) je bila v staroegipčanski mitologiji skupina osmih prvobitnih bogov, ki so jih častili v Hermopolisu.
Prve omembe ogdoade segajo v Staro kraljestvo (okoli 2686 pr. n. št.–okoli 2181 pr. n. št.). V času pisanja piramidnih besedil proti koncu Starega kraljestva je ogdoada zastarela in bila, razen v svečeniških krogih, skoraj pozabljena. Pogosto je omenjena v sarkofaških besedilih iz Srednjega kraljestva (okoli 2055 pr. n. št.–okoli 1650 pr. n. št.). Najstarejša znana upodobitev ogdoade je iz obdobja Setija I. (Novo kraljestvo, 13. stoletje pr. n. št.), ko so jo ponovno odkrili teologi iz Hermopolisa in jo uporabili za dodelano pripoved o stvaritvi sveta.
V besedilih iz poznega obdobja Egipta (okoli  664 pr. n. št.–okoli  332 pr. n. št) so moška božanstva ogdoade prikazana kot bitja z žabjo glavo, ženska pa s kačjo glavo. Kot taka so upodobljena tudi na reliefih iz ptolemajskega obdobja (323 pr. n. št.-30 n. št.).
Angleški egiptolog in orientalist E.A. Wallis Budge je leta 1904 primerjal koncept skupine štirih parov egipčanskih božanstev z božanstvi Abzu in Tiamat, Lahmu in Lahamu, Anšar in Kišar ter Anu in Nudimud iz babilonskega mita o nastanku sveta Enuma Eliš. Budge je razen tega trdil, da se je izvirna skupina bogov - pꜣwtnṯrw predstavljala z devetimi "sekirami" ali "drogovi z zastavami",

| N10 · t | R8 · R8 · R8 · R8 · R8 · R8 · R8 · R8 · R8 |

hieroglifom, ki pomeni "bog".

## Imena
Osem božanstev je bilo razdeljenih v štiri moško-ženske pare. Imena ženskih božanstev so bila večinoma izpeljana iz imen moških božanstev.
| W24 · W24 · W24 · N1 | N35A | A40 |

| W24 · W24 · W24 · N1 | N35A | A40 |

| W24 · W24 · W24 · N1 | N35A | X1 · H8 | B1 |

| W24 · W24 · W24 · N1 | N35A | X1 · H8 | B1 |

| V28 | V28 | G43 | A40 |

| V28 | V28 | G43 | A40 |

| V28 | V28 | G43 | X1 · H8 | B1 |

| V28 | V28 | G43 | X1 · H8 | B1 |

| V31 · V31 | y | G43 | N2 | A40 |

| V31 · V31 | y | G43 | N2 | A40 |

| V31 · V31 | y | G43 | N2 | X1 · H8 | B1 |

| V31 · V31 | y | G43 | N2 | X1 · H8 | B1 |

| W11 · r | V28 | D41 | A40 |

| W11 · r | V28 | D41 | A40 |

| W11 · r | V28 | D41 · X1 · H8 | B1 |

| W11 · r | V28 | D41 · X1 · H8 | B1 |

Imeni Nuna in Nutet sta se pisali z določilnikoma za nebo in vodo, zato je jasno, da sta predstavljala prbobitno nebo in vode. 
Četrti par je imel razčična imena. Ime Kerh je včasih zamenjano z Ni, Nenu, Nut ali Amun, ime Kerhet pa z Enit, Nenuit, Nut, Nit ali Amunet. Izraz qerḥ  običajno pomeni noč, z določilnikom D41 (zaustaviti (se), ustaviti, zanikati) pa kaže tudi na načelo neaktivnosti ali počitka.

## Atributi
Heh in Hehut nimata prepoznavnih determinatorjev. Brugsch je zato leta 1885 nakazal povezavo imena z determinatorjem ḥeḥ  za nedefinirano ali neomejeno število, in da je concept  podoben grškemu eionu. Iz konteksta številnih odlomkov, v katerih se pojavlja Heh, je Brugsch zaključil tudi to, da bi lahko bil poosebljenje ozračja med nebesi in zemljo. 
Imeni Keka in Kekuit sta pisani z determinatorjem, ki združuje hieroglif nebo s  palico ali cepcem in se je uporabljal v besedah, povezanih s temo in mrakom.  kkw  je regularna beseda, ki pomeni temo, in nakazuje, da sta ta bogova predstavljala prvobitno temo, primerljivo z grškim Erebom. V nekaterih aspektih sta predstavljala tudi dan in noč, prehod noči v dan in dneva v noč.
Četrti par nima skladnih atributov in različna imena. Običajen pomen izraza qerḥ je noč, determinative D41 (zaustaviti (se), ustaviti, zanikati) pa kaže tudi na princip nedejavnosti ali počitka.
Očitnega načina razdeljevanja ali dodeljevanja štirih funkcij štirim parom bogov ni, zato se zdi, da stari Egipčani niso imeli jasne ideje o takih funkcijah. Nekaj poskusov dodelitve štirih ontoloških konceptov štirim skupinam božanstev  je bilo kljub temu opravljenih.